# گذار جمعیتی
برای همهٔ گونه‌های جانوری افزایش منابع در دسترس منجر به بالا رفتن زاد و ولد می‌شود. این گزاره در مورد انسان‌ها نیز تا پیش از وقوع انقلاب صنعتی صادق بود. روند تاریخی رشد اقتصادی برای جوامع مختلف نشان می‌دهد گذار از اقتصاد کشاورزی به اقتصاد صنعتی توأم با کاهش نرخ باروری و میزان مرگ‌ومیر بوده‌است که به آن گذار جمعیتی می‌گویند.